# Arnold II de Clèves
Arnold II de Clèves, fils d'Arnold Ier de Clèves et de Ida de Louvain, fut régent du Comté de Clèves de 1198 à 1201.
Lorsque Thierry IV, comte de Clèves, rejoint la croisade, son fils Thierry V est encore trop jeune, pour diriger le comté. C'est donc son oncle Arnold qui en assure la régence. 

## Mariage et descendance
Vers 1191, Arnold épouse Adélaïde de Heinsberg. Ils eurent pour enfants :
- Thierry († 1228), seigneur de Valkenburg ;
- Arnold († 1218) ;
- Agnès († avant 1312), religieuse ;
- Mechtild (1200-1254), épouse d'Arnold van Heusden.

## Sources
- (nl) Cet article est partiellement ou en totalité issu de l’article de Wikipédia en néerlandais intitulé « Arnoud II van Kleef » (voir la liste des auteurs).